# Thomas Merton
Thomas Merton (Prades, Franciaország, 1915. január 31. – Bangkok, 1968. december 10.) amerikai trappista szerzetes, lelkiségi író, költő.

## Életrajza
Franciaországban született, művész szülők gyermekeként. 
Apja akaratának megfelelően anglikánnak keresztelték.
Az első világháború elől a család Amerikában telepedett le. Középiskolai tanulmányait a cambridge-i Clare College-ban végezte.
A Columbia Egyetemen folytatott tanulmányai alatt találkozott a katolikus hittel. Lelkiségi és egyháztörténelmi művek tanulmányozása mellett Hippói Szent Ágoston „Vallomások”, valamint Kempis Tamás „Krisztus követése” c. műve tette rá a legnagyobb hatást.
A 20. századi katolikus irodalom egyik legkiemelkedőbb alakja. A Kentucky állambeli Getszemáni Miasszonyunk Apátságban élt. Munkái közül kiemelkedő jelentőségűek a keresztény spirituális (lelkiségi) írások. Ezen kívül jelentősek versei, valamint a vallások közötti párbeszéd területén írott munkái. Több mint 60 könyvet írt. Ezzel a katolikus irodalom legtermékenyebb szerzőjeként tartják számon. A vallások közötti párbeszéd előmozdítása során kapcsolata volt a Dalai lámával, és D. T. Suzuki japán buddhista filozófussal, David Steindl-Rasttal együtt jelentős szerepe volt az amerikai vallási élet megújulásában.
53 évesen Bangkokban, egy elektromos baleset következtében halt meg.
- 1938. november 16-án megkeresztelkedett és első szentáldozáshoz járult.
- 1939. február 22-én master fokozatot szerzett angol irodalomból.
- 1939. május 25-én bérmálkozott.
- 1940-ben egy rövid időt töltött, mint ferences szerzetesjelölt.
- 1941. december 10-én trappista szerzetesjelöltként bevonult a Getszemani Apátságba.
- 1947. március 19-én ünnepélyes örökfogadalmat tett.
- 1949. május 19-én pappá szentelték.
- Az apátságban a spirituális teológia tanárává nevezték ki.
- 1968-ban, Bangkokban elektromos baleset következtében halt meg.

## Legfontosabb művei

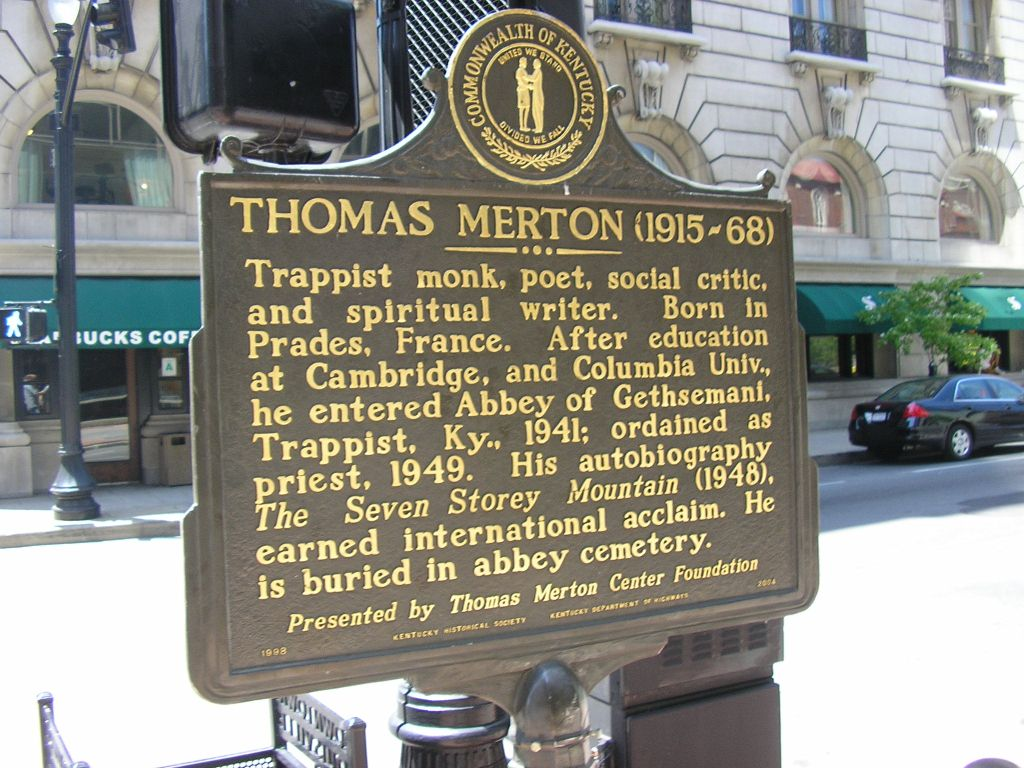
Marker commemorating Merton in Downtown Louisville

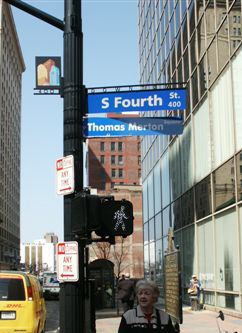
"Thomas Merton Square" and Marker in Downtown Louisville

- Hétlépcsős hegy (önéletrajz)
- A csend szava
- A zen és a falánk madarak

## Magyarul
- Élet és életszentség; ford. Sántha Máté; Prugg, Eisenstadt, 1971
- Lelkivezetés és elmélkedés; ford. Szabó József; Prugg, Eisenstadt, 1974
- Hétlépcsős hegy; ford. Lukács László; Szt. István Társulat, Budapest, 1982
- A csend szava. Válogatás Thomas Merton műveiből; összeáll., ford. Lukács László; Szt. István Társulat, Budapest, 1983
- Lelkivezetés és elmélkedés; ford. Szabó József; Márton Áron, Budapest, 1989
- Keresztút; imák Thomas Merton, stációs képek Takács István, énekszöveg Lancz Kálmán; Ecclesia, Budapest, 1989
- Sirató a büszke világért. Válogatott versek; ford. Csanád Béla et al.; Szt. István Társulat, Budapest, 1995
- Találkozás Istennel. A kontempláció; Márton Áron, Budapest, 2000
- A zen és a falánk madarak; ford. Erős László Antal; Terebess, Budapest, 2000
- Az új ember; ford. Szonntág Gábor; Agapé, Szeged, 2000 (Metanoiete)
- Hétlépcsős hegy. Egy világjáró megtalálta az utat hazafelé; ford. Lukács László; Szt. István Társulat, Budapest, 2004
- A szemlélődés magvai; ford. Lukács László, Malik Tóth István; Ursus Libris, Budapest, 2008
- Párbeszédek a csönddel. Imák és rajzok; szerk. Jonathan Montaldo, ford. Lukács László; Vigilia, Budapest, 2009
- A belső tapasztalat. Jegyzetek a szemlélődésről; ford. Görföl Tibor; Ursus Libris, Budapest, 2011